# Skålgrop

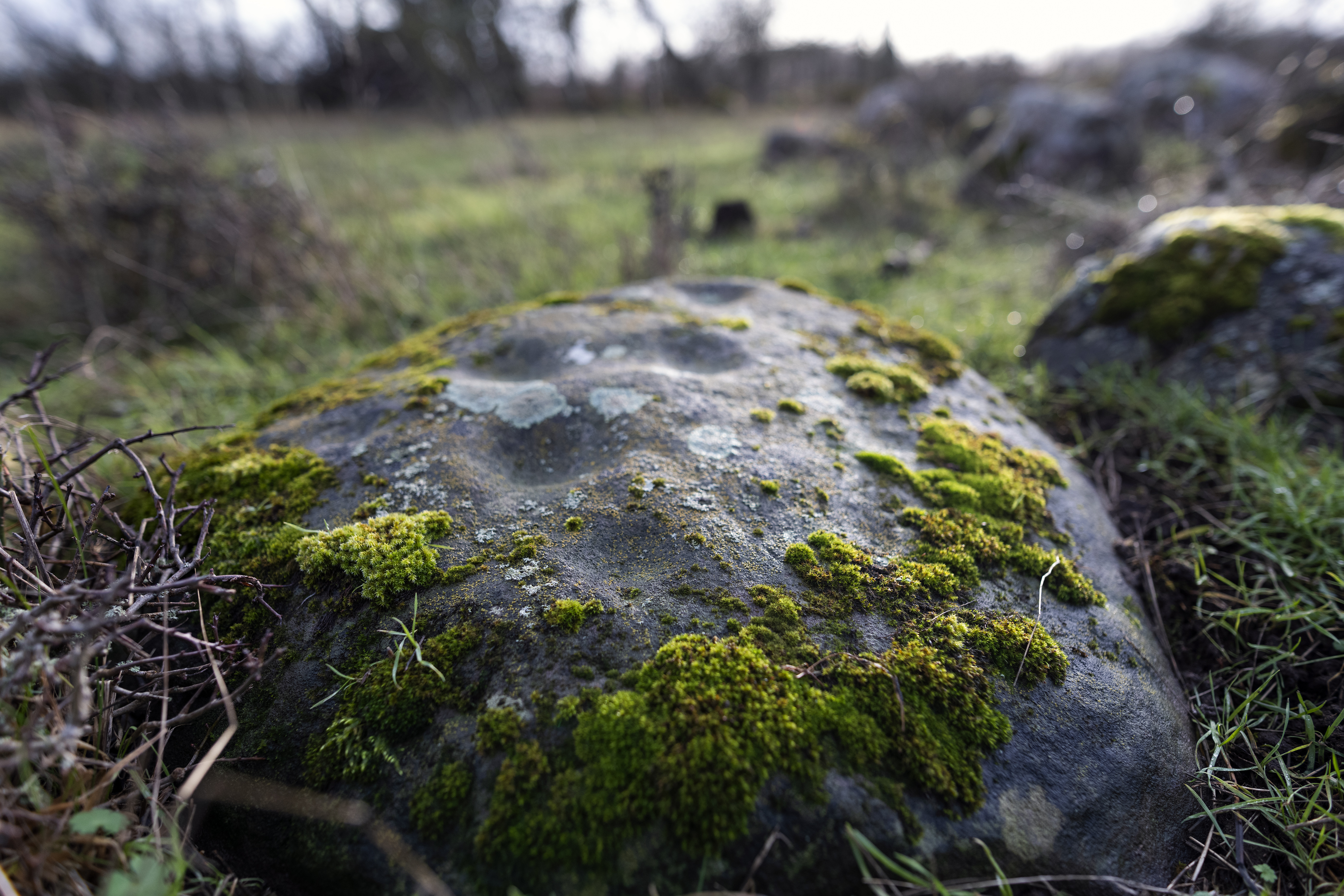
Skålgropssten Allkvie lövänge, Endre, Gotland

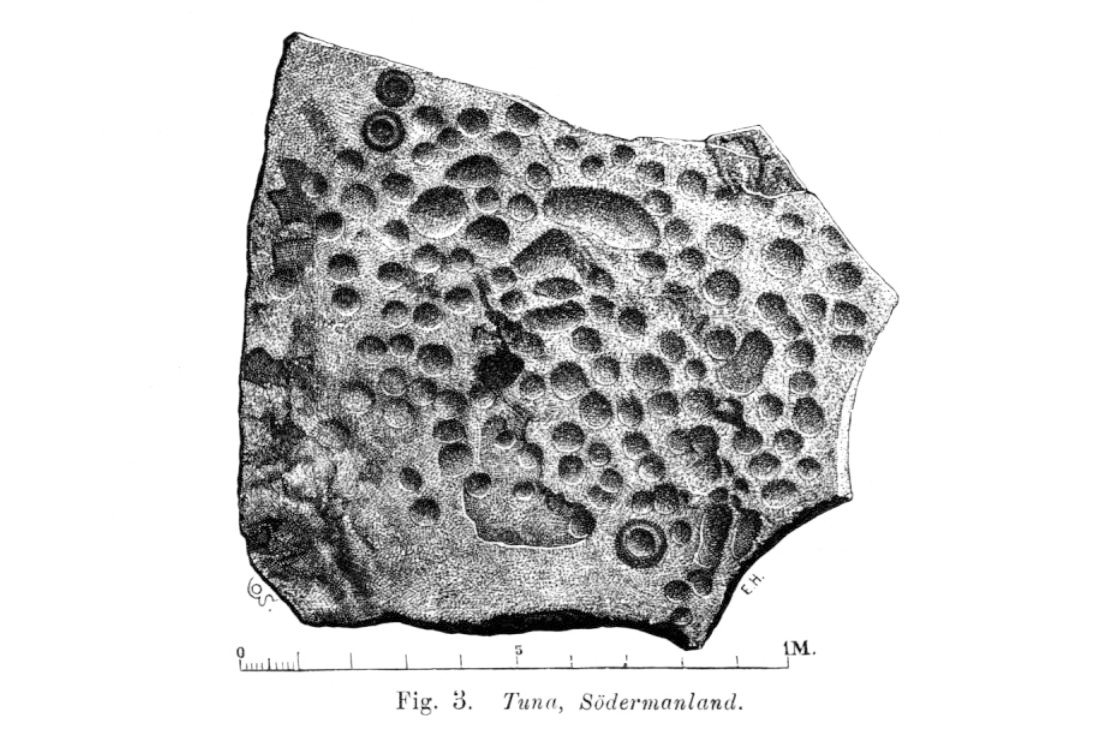
En av de tre Tunahällarna med skålgropar. Finns på Skansen i Stockholm.

Skålgrop (i folktron även kallad älvkvarn) är ett fornminne i form av en i sten huggen grop i storlekar från 5 till 10 mm diameter upp till över 300 mm diameter. Djupet på groparna varierar på samma sätt mellan någon millimeter upp till över 50 mm. Formen är i regel rund liksom gropen i en äggkopp, men den kan även vara oval eller avlång.

## Allmänt

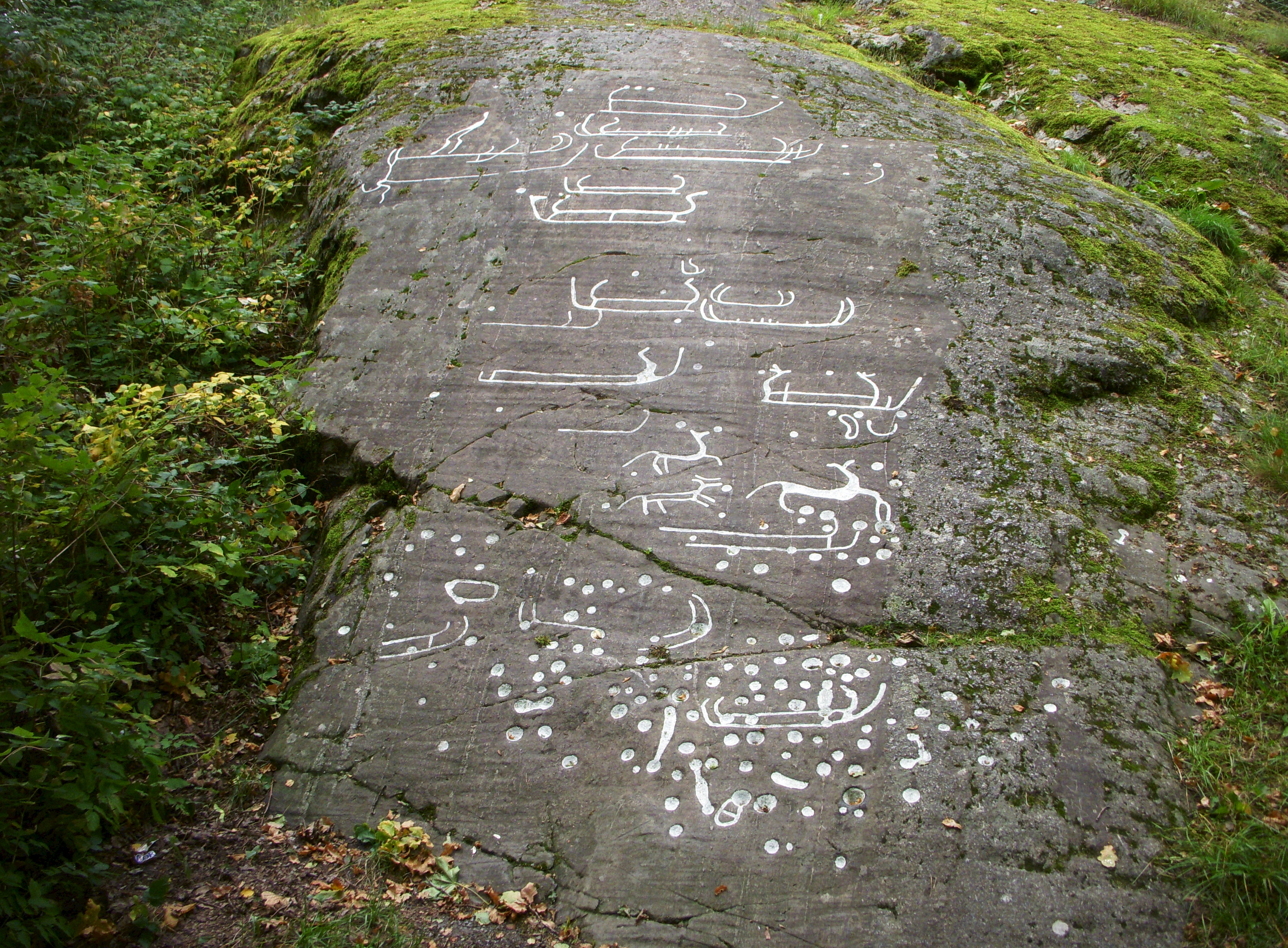
Skålgropar och andra motiv på Slagstaristningen i Botkyrka socken.

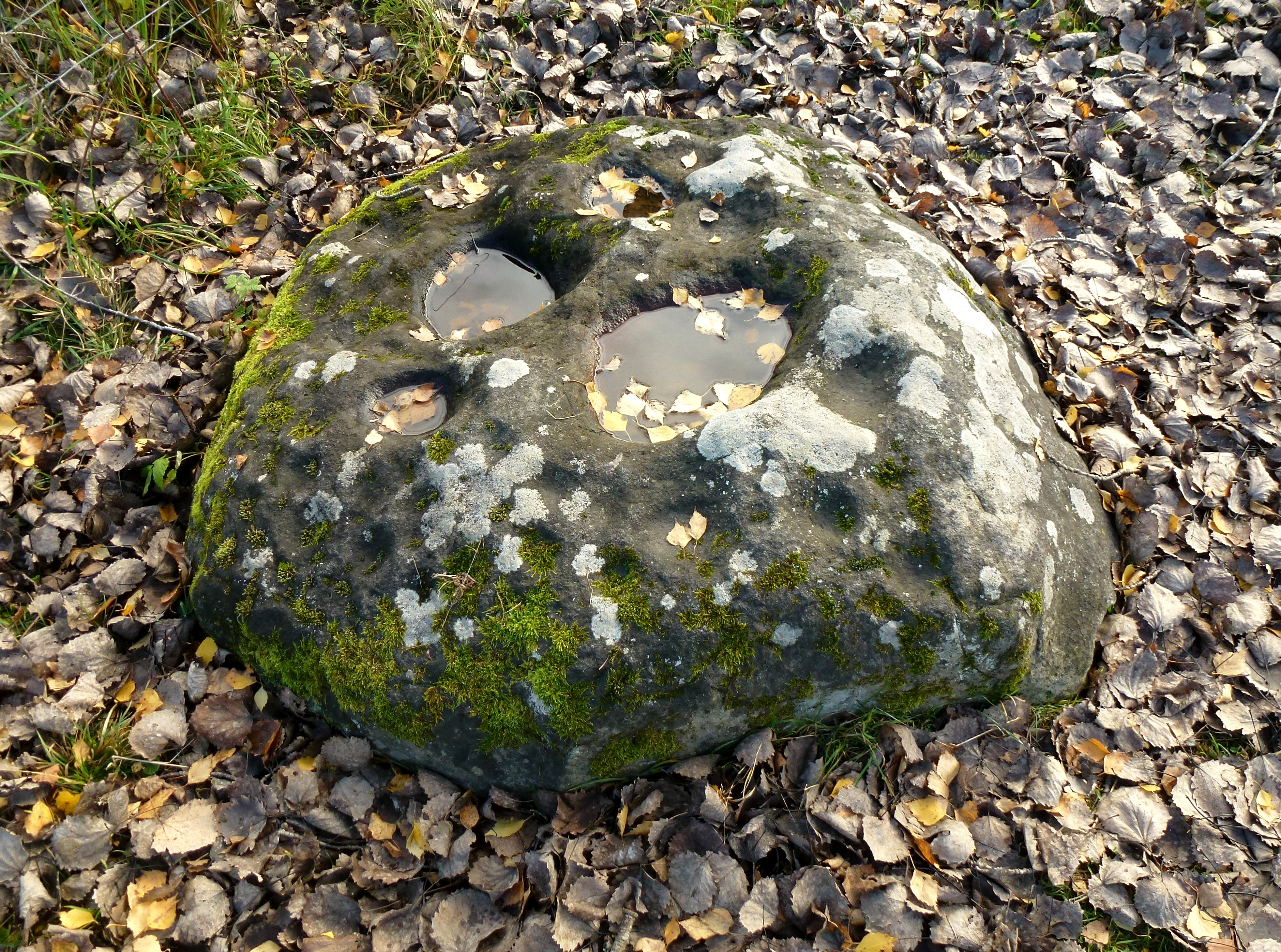
Block med skålgropar på Söderby fornminnesområde.

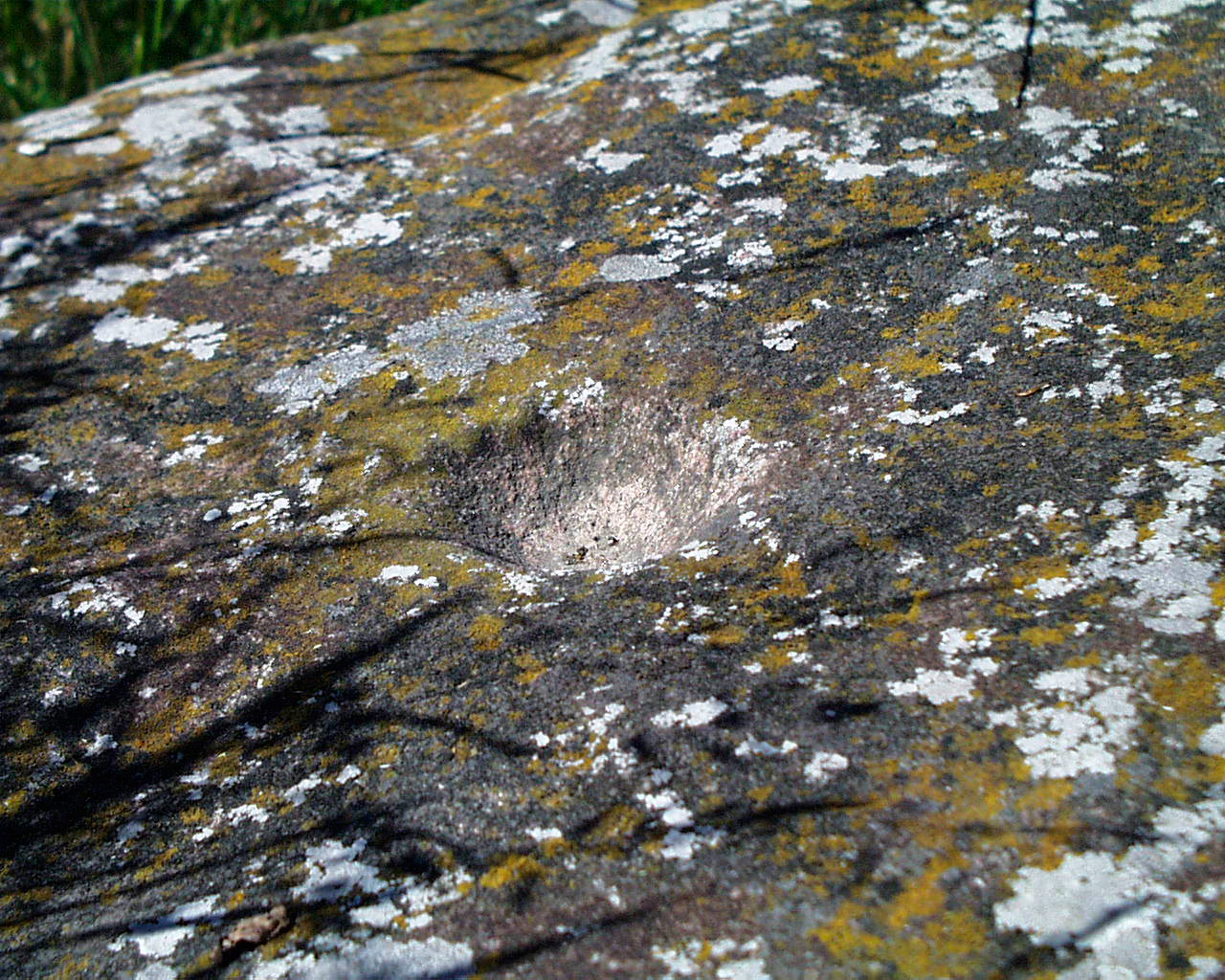
En dansk skålgropsförekomst.

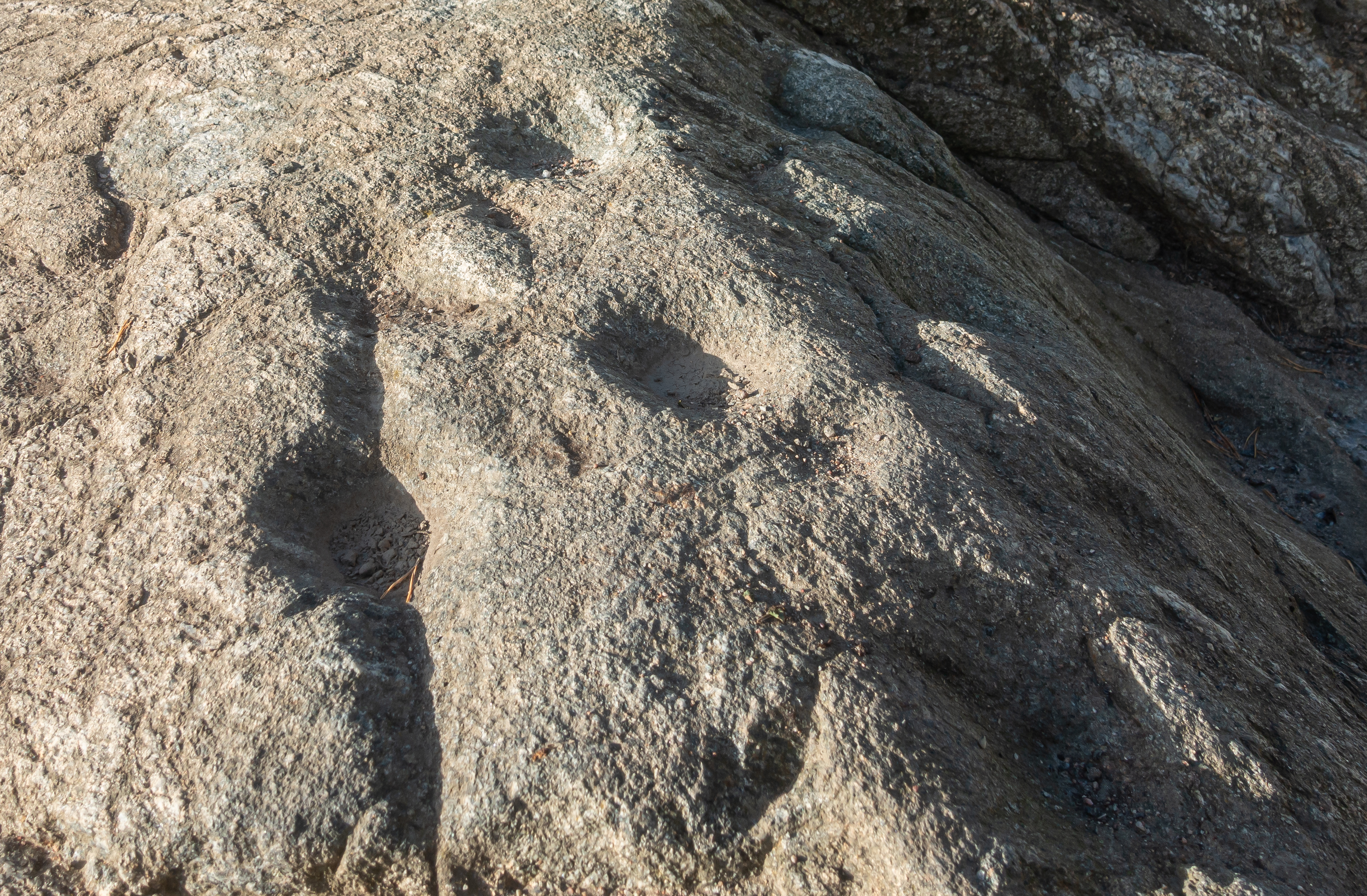
Skålgropar på en häll vid Ekedalsskolan i Höjdhagen i Gustavsberg, Värmdö kommun, Uppland.

Motivets storhetsperiod är förlagd till bronsåldern och som hällristningar förekommer de antingen separat, eller ingår i mer avancerade bildobjekt. Ristningarna är utförda i toppskikten på släta rundhällar, liksom på flyttblock, stenar och block i kantkedjor på gravhögar, bildstenar, hällkistor och dösar.
Trots att man talar om ristningar så är skålgropar, liksom andra hällristningar, för det mesta inhuggna med en knacksten. I vissa fall har motiven även blivit skapade med mejsel.
Den vanligaste tolkningen av groparnas funktion är att de spelat en viktig roll inom fruktbarhetskultens olika yttringar för god äring. En hypotes är att man rituellt malde sädeskorn i dem, eftersom de flesta ligger i anslutning till forntida åkrar. Odlingsbygdens gropar är mest förlagda på små, släta hällar på dåtidens strandängar nära boplatserna, med jordbrukets odling och boskapsskötsel i fokus anses därför det öppna läget ha varit avgörande i dessa trakter. Den tolkningen förklarar dock inte varför många av groparna är mycket grunt huggna, samt att det förekommer lokaler med stora mängder gropar förlagda på bergsknallar långt bortom odlad mark och då ofta i, eller i anslutning till fornborgar. Andra användningsområden har därför också föreslagits.

## Älvkvarnar i folktron
Ordet älvkvarnar tillhör vårt äldre språkbruk liksom vår folktro, medan skålgropar är en vetenskaplig, arkeologisk term som tillkom först under förra seklet. Skålgropsstenar kan därför även kallas offerstenar eller blotstenar. Från mälarlandskapen är det känt att man förr offrade i älvkvarnar för att bota de sjukdomar som man trodde orsakades av älvor och då främst "älvblåst" eller "älvabläst", det vill säga nässelutslag. Man tillverkade små dockor av bland annat hår, naglar och delar av kläder från den sjuke. Dessa dockor offrades på en skålgropssten under tre torsdagskvällar i rad. I samband med detta smordes även skålgroparna med ister, talg eller smör. Man kunde även offra knappnålar och mynt i skålgroparna. Andra nämnda offerseder var att smörja fördjupningarna med fett. En sedvänja som ska ha sträckt sig in på 1900-talet.
Ett annat exempel på hur skålgropar kunde användas i folktron inträffade i Dalsland under missväxtåren 1867–1869. Då de hungriga byborna i Tisselskog inte tyckte sig få några svar på sina böner till Gud, bestämde de sig i ett desperat försök att med hedniska metoder få ökad fruktsamhet ute på åkrarna. Man lät därför ett par ungdomar ha ett rituellt samlag på en skålgropshäll. Sädesvätska blandades sedan med sädeskorn i en skålgrop. Blandningen lades sedan i utsädet och spreds så på åkrarna. Detta skedde utan kyrkans vetskap. Förre länsantikvarien Sven Axel Hallbäck menade att denna kulthandling skulle ha levt kvar ända sedan bronsåldern, men denna tolkning får ses som tveksam.
Skålgropar som är tillverkade i historisk tid har konstaterats på kyrkogårdsmurar. Kyrkoherde Mats Åmark vittnar om smörjning av skålgropar i södra Uppland så sent som år 1923. Åtminstone offer av mynt förekommer fortfarande.